# 诺基亚Lumia 510
诺基亚Lumia 510是一款诺基亚以Windows Phone 7.8平台所開發的智慧型手機。Lumia 510發表於2012年11月。诺基亚Lumia 510外殼材料是聚碳酸酯，硬體上配置Snapdragon第一代（S1）800MHz處理器、4.3 吋 800 × 480 解析度螢幕、500萬像素相機鏡頭、1300 mAh 電池，是低端入門機，適合用於初次體驗Windows Phone 7.5的人士使用，是屬於2012年度的Windows Phone智慧型手機。

## 詳細資料

### 顯示屏與用戶界面
屏幕大小:
4"
屏幕分辨率:
WVGA (800 x 480)
屏幕功能:
亮度控制、觸覺反饋、方向傳感器、低功耗模式、距離傳感器、環境光線傳感器
屏幕顏色:
HighColor (16-bit/64k)
屏幕技術:
LCD
觸摸屏技術:
電容式多點觸控

### 按鍵和輸入法
用戶輸入:
觸控式
操作鍵:
電源鍵、相機鍵、音量鍵、鎖屏/電源鍵

## 外部連結
- - Nokia Gobal Wide 官方網站（页面存档备份，存于）

1. ↑  .   [2014-11-23]. （原始内容存档于2022-12-03）.
2. ↑  Nokia announces cheap Lumia 510, Windows Phone 8 not included » Unwired View （页面存档备份，存于）
3. ↑  .   [2014-11-23]. （原始内容存档于2014-12-03）.